# Athryilatos
Athryilatos fue un famoso médico de Tasos, que vivió en el siglo I. En aquella época Tasos pertenecía a la provincia romana de Macedonia. Athryilatos apoyó dos teorías originales, que Plutarco menciona en sus Simposios:
1. Cómo las mujeres son por temperamento más cálidas que los hombres; en concreto: "Las mujeres soportan el frío mejor que los hombres, no son tan sensibles a las inclemencias del tiempo y se mantienen abrigadas con poca ropa".
2. Cómo el vino tiene propiedades refrescantes (es un "excelente medicamento refrescante") e induce la sudoración y el  sueño .